# Štefan Šutka
Štefan Šutka (30. října 1921 Veľké Vozokany – 20. června 1994 Bratislava) byl slovenský a československý politik KSČ za normalizace slovenský ministr dopravy a pak ministr dopravy Československé socialistické republiky.

## Biografie
Vystudoval střední školu a v letech 1946–1949 právnickou fakultu Slovenské univerzity v Bratislavě. Později ještě získal v letech 1953–1959 vzdělání na Vysoké škole ekonomické v Bratislavě. V roce 1958 také dokončil dvouleté doplňkové studium na Vysoké škole dopravní v Žilině. V období let 1948–1969 působil na vysokých postech v Československých státních drahách. Bylo mu uděleno Vyznamenání Za zásluhy o výstavbu.
V letech 1968–1970 se uvádí jako účastník zasedání Ústředního výboru Komunistické strany Slovenska. Po provedení federalizace Československa se podílel na budování slovenského ministerstva dopravy a spojů, kam nastoupil jako náměstek ministra.
Od října 1969 do ledna 1971 byl slovenským ministrem dopravy, pošt a telekomunikací ve vládě Petera Colotky. V lednu 1971 se stal ministrem dopravy v československé první vládě Lubomíra Štrougala, přičemž toto porfolio si udržel i v následující druhé vládě Lubomíra Štrougala až do listopadu 1975.
Od roku 1976 až do odchodu do penze roku 1981 zastával post velvyslance ČSSR v Norsku.